# Geraldo Freire
Geraldo Freire da Silva (Boa Esperança, 29 de junho de 1912 — Brasília, 1 de julho de 2002) foi um advogado, promotor de justiça, político, escritor e reconhecido orador brasileiro.

## Biografia
Bacharel em Ciência Jurídicas e Sociais pela Faculdade de Direito de Minas Gerais, em 1933. Formou-se em Direito pela Universidade Federal Fluminense em 1938.
Foi agraciado pelo Papa Pio XII com a comenda da Ordem de São Silvestre, pelos seus ideais cristãos e relevantes serviços prestados à Igreja.
Político defensor de tradicionais e eternos valores humanos.

## Atividades públicas
Exerceu a advocacia a partir de 1939. Por concurso público, foi o primeiro Promotor de Justiça do Estado de Minas Gerais, exercendo essa atividade de 1939 a 1954.
Na política, foi eleito vereador de sua cidade natal de 1936 a 1937. Em 1954 filiou-se a União Democrática Nacional – UDN, tendo sido Vice-presidente do seu Diretório Regional por dois mandatos consecutivos. Foi Deputado Federal por Minas Gerais como suplente de 1959 a 1963 e como titular a partir de 1963, sendo reeleito sucessivamente até 1979, destacando-se na eleição de 1972 como o candidato com maior votação do Estado. Membro da Comissão de Constituição de Justiça da Câmara dos Deputados, desde o início de seu primeiro mandato. Em 1965, com a instauração do bipartidarismo, filiou-se à Aliança Renovadora Nacional (ARENA), partido do qual foi Vice-líder em 1967. Em 1968 foi indicado Líder do Governo, cargo que exerceu até 1969. Presidente do Diretório Regional da ARENA de Minas Gerais de 1969 até 1975. Em março de 1970 foi Presidente da Câmara dos Deputados, cargo exercido até novembro daquele mesmo ano. Em 1974, foi Presidente da Comissão de Educação e Cultura daquela Casa. Em seu último mandato, foi Relator Geral da Comissão de Reforma do Código de Processo Penal, ocasião em que proferiu palestras sobre o tema, nas principais universidades brasileiras. Autor e relator de projetos de grande repercussão nacional, como o da correção monetária nas desapropriações, remuneração de vereadores, criação do Ministério de Interior, dentre outros de igual importância. No final do seu mandato em janeiro de 1979, não se candidatou a mais nenhum cargo político.
Foi Diretor Jurídico da CEMIG – Centrais Elétricas de Minas Gerais e Membro do Conselho do Banco de Crédito Real de Minas Gerais. Em sua homenagem existe uma rua e uma escola (Comendador Geraldo Freire da Silva) na cidade onde nasceu com o seu nome.

## Atividades religiosas
- Membro ativo da Igreja Católica, tendo exercido cargos de direção na Sociedade São Vicente de Paulo de Boa Esperança, Liga Agrária Católica da Diocese de Campanha, Provedor da Irmandade do Santíssimo Sacramento e outras confrarias e entidades de assistência social.
- No Congresso Nacional foi um dos fundadores e participante efetivo do Grupo Parlamentar Cristão, do qual foi o primeiro presidente em 1965. Integrou a comitiva que representou esse Grupo na Argentina, Uruguai e Chile.
- Foi a Roma, em 1969, como representante pessoal do Presidente da República, no consistório de criação dos novos cardeais brasileiros, por S.S. o Papa Paulo VI.
- Pautou suas ações enquanto parlamentar sempre na defesa da família, da moralidade e da ética.
- Após seu afastamento das atividades públicas, dedicou-se intensamente a proferir conferências, palestras em Igrejas, Catedrais e Universidades, debatendo questões sobre catequese, ensino rural, reforma agrária, divórcio e obras assistenciais.

## Atividades literárias
- Desde a infância dedicou-se à literatura, na adolescência escreveu poesias e dirigiu um pequeno jornal em Muzambinho/MG – "O Pioneiro" e na mocidade dirigiu dois periódicos, em sua terra natal, "A Ordem" e "A Vanguarda".
- Membro efetivo da Academia de Letras de Brasília, Academia Dorense de Letras de Boa Esperança, Academia Sul Mineira de Letras de Campanha, Academia de Letras, Ciências e Artes de Varginha. Também foi membro correspondente de outras academias nos Estados de Minas Gerais, Goiás e São Paulo.
- Livros publicados: Coragem e Fé (versos), Ao Longo da Vida (memórias), A Revolta das Águas (romance), Vivendo e Sonhando.
- Outras obras publicadas como discursos, conferências, artigos em jornais e revistas, pareceres e trabalhos forenses e parlamentares.

## Condecorações recebidas
- Comendador da Ordem de São Silvestre Papa (1952);
- Comendador da Ordem do Mérito Naval (1968);
- Comendador da Ordem do Mérito Aeronáutico (1971);
- Comendador da Ordem do Fundador José Álvares de Figueiredo;
- Grande Oficial da Ordem do Mérito Aeronáutico (1973);
- Grande Oficial do Estado do Tocantins;
- Grande Oficial da Liga da Defesa Nacional (1970);
- Grã-Cruz da Ordem de Rio Branco (1970);
- Medalha do Centenário de Vital Brasil (1965);
- Medalha Santos Dumont (1967);
- Medalha Mérito Tamandaré (1970);
- Medalha do Sesquicentenário do Colégio Pedro II (1970);
- Grande Medalha da Inconfidência (1970);
- Mérito Legislativo da Assembleia de Minas Gerais;
- Medalha do Estado de West Virgínia - USA.

## Genealogia
- Ascendência: Geraldo era filho de Casimiro Antônio da Silva e de Maria Freire, neto materno de José Delmonte Freire e de Ana Elídia de Figueiredo e, por esta, bisneto dos primos José Borges de Figueiredo e Ana Felizarda de Figueiredo.
- De seu casamento com Hilda Vilela Freire, teve cinco filhas e 18 netos.
- Colaterais: Foi tio do pianista Nelson Freire e primo de diversas personalidades, como: Antônio Aureliano Chaves de Mendonça, Antônio Aureliano Sanches de Mendonça, Danton Mello, Eduardo Carlos Figueiredo Ferraz, Ester de Figueiredo Ferraz, Fátima Freire, José Carlos de Figueiredo Ferraz, Morvan Aloísio Acaiaba de Resende, Newton Freire Maia, Ricardo Gumbleton Daunt, Selton Mello e Wagner Tiso, dentre outros.